# ايبا كوسون
ايبا كوسون( 15 أغسطس 1855 - 20 يونيو 1922) كان مؤلف ياباني، ناقد مسرحي، وسيد خط اليد , اسمه الحقيقي هو ايبا يوسابورو , وكان يسمى أيضا "سيد كوخ الخيزران.
ولد في شيتايا ريسينجي -تشو في تايتو وارد، طوكيو.
ومن بين أعماله في ترجمته ل إدغار ألان بو جرائم القتل في شارع المشرحة. ودفن في مقبرة سومي في طوكيو.